# يزبك وهبة
يزبك وهبة  (10 أكتوبر 1967-) إعلامي لبناني.

## مشواره المهني
دخل عالم الصحافة من خلال إذاعة "صوت لبنان" العام 1990 واستمرّ فيها حتى العام 2004. وانتقل للعمل التلفزيوني عبر شاشة "إم تي في اللبنانية في عام 1996 قبل أن ينتقل في العام 2002 إلى المؤسسة اللبنانية للإرسال التي لا يزال يعمل فيها حتى اليوم، مراسلاً ومقدماً للنشرات، لم يمنعه ضغط عمله من ممارسة مهنة التعليم، التي يحبّها، عبر أكثر من جامعة.
بدأ التعليم في الجامعة اللبنانيّة، ثمّ استمرّ في جامعتي سيّدة اللويزة و الكسليك. وفي عام 2013 بدأ بتقديم برنامج نهاركم سعيد الصباحي وأحوال الطقس في بعض الأحيان.
في يناير 2023 قدم برنامج "لبنان بقصة" بمشاركة أستاذ التاريخ شارل الحايك يتحدّث عن تاريخ لبنان والتراث والتقاليد الشعبية.

## حياته الخاصة
ولد في القليعات قضاء كسروان تخرج من مدرسة سيّدة اللويزة ثم حاز على إجازة في العلوم السياسية من الجامعة اللبنانية عام 1989 ،متزوج ولديه طفلان  رالف ولين، ّ وفي نيسان 2015 غاب عن الشاشة لما يقارب الأسبوعين بسبب خضوعه "لعلاج بالأشعة النووية للسنة الثانية على التوالي، بعد إجرائه عمليتين في الغدة عام 2014. ّ